# دانييل ماير
دانييل ماير (بالإنجليزية: Daniel Meyer)‏ هو شخصية أعمال وكاتب أمريكي، ولد في 6 فبراير 1932 في نيو براونفيلز في الولايات المتحدة، وتوفي في 16 مايو 1998.